# Aschwin Wildeboer i Faber
Aschwin Wildeboer i Faber (Sabadell, 14 de febrer de 1986) és un nedador català que també té la nacionalitat neerlandesa i especialista en esquena. L'any 2009, Wildeboer va aconseguir un bronze històric a Roma en convertir-se en el primer nedador català a obtenir una medalla en un mundial.
Els seus pares, neerlandesos de naixement, s'establiren a Sabadell l'any 1978, on el seu pare Paulus Wildeboer va esdevenir entrenador de natació del Club Natació Sabadell.
Aschwin i el seu germà Olaf, nedador especialista en crol, participaren en els Jocs Olímpics d'Estiu 2004 amb l'equip espanyol, on Aschwin va participar en les proves de 100 i 200 metres esquena masculins. Més tard, l'any 2006, el seu germà va decidir competir pels Països Baixos. Aschwin segueix competint per l'equip espanyol.
Als Jocs Olímpics d'Estiu de 2008, Aschwin va classificar-se per la final de 100 metres esquena, essent el primer nedador de l'equip espanyol en fer-ho des de Martín López Zubero. Va quedar en setena posició i va batre el rècord d'Espanya del mateix Zubero amb un temps de 53 segons i 51 centèsimes, essent també la novena millor marca mundial de tots els temps. La prova de 200 metres esquena no la va poder nedar per culpa d'un refredat.
Pel Campionat del Món de natació de 2013, celebrat a Barcelona, es classificà per a disputar les proves 50 i 100 metres esquena. En els 50 m. esquena superà les preliminars després de marcar el millor temps de la seva sèrie amb 24.74. A les semifinals es classificà per a la final després de fer 24.90 i quedar sisè del còmput global.